# Strueth
Strueth (deutsch Strüth) ist eine französische Gemeinde mit 354 Einwohnern (Stand 1. Januar 2022) im Vallée de la Largue im Département Haut-Rhin in der Region Grand Est (bis 2015 Elsass).
Eine hügelige Landschaft, Wälder, Felder und Fachwerkhäuser prägen das Ortsbild. Erwähnenswert ist die Kapelle Saint-André an der Rue de la Chapelle. Sie dürfte im 18. Jahrhundert entstanden sein.

## Geografie
Strueth liegt im Sundgau und ist einer der Grenzorte des alemannischen Dialektraums, 22 Kilometer südöstlich von Belfort und etwa zwölf Kilometer südwestlich von Altkirch gelegen. Die Largue, die bei Oberlarg entspringt, fließt an der Ostseite des Ortes vorbei.

## Bevölkerungsentwicklung
| Jahr      | 1962 | 1968 | 1975 | 1982 | 1990 | 1999 | 2006 | 2017 |
| Einwohner | 213  | 231  | 246  | 267  | 281  | 339  | 323  | 311  |

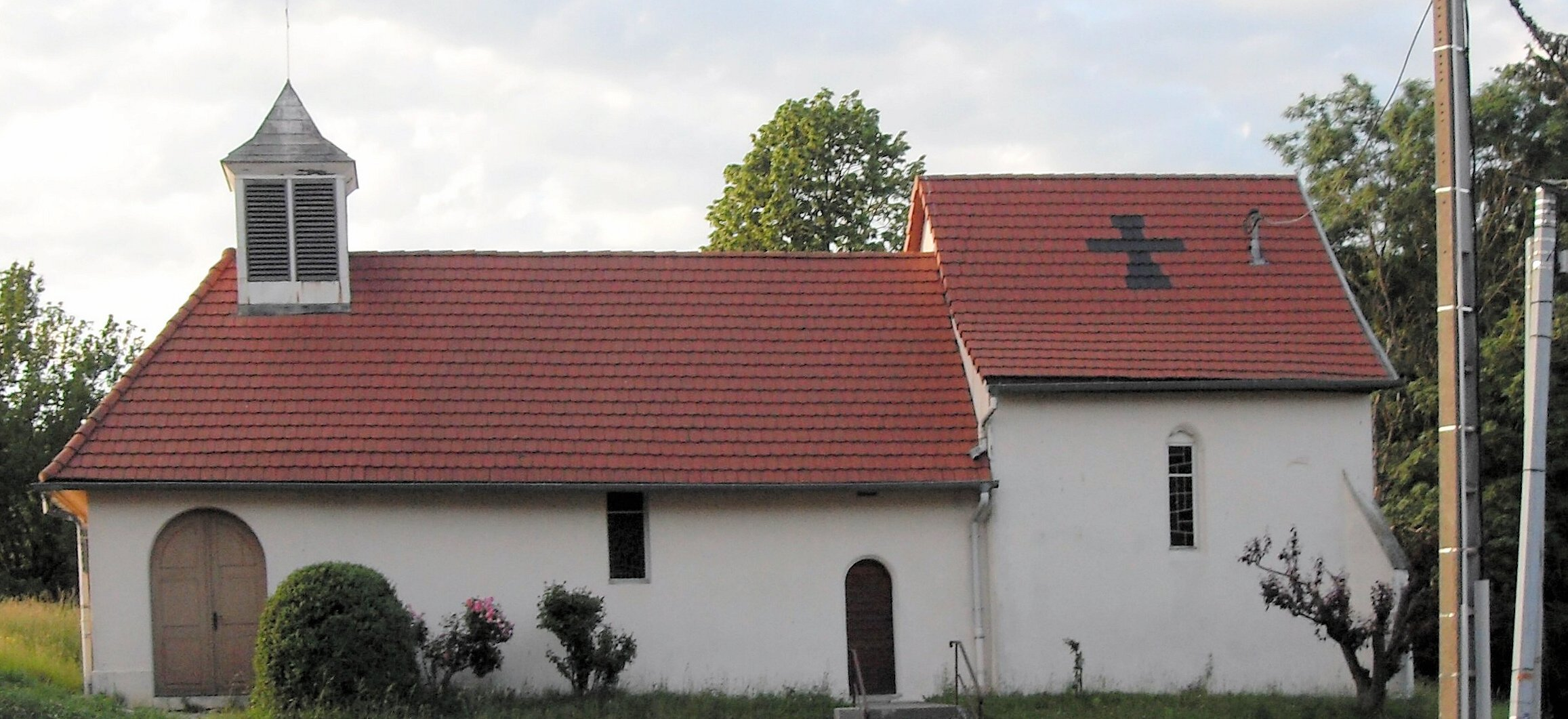
Kapelle Saint-André
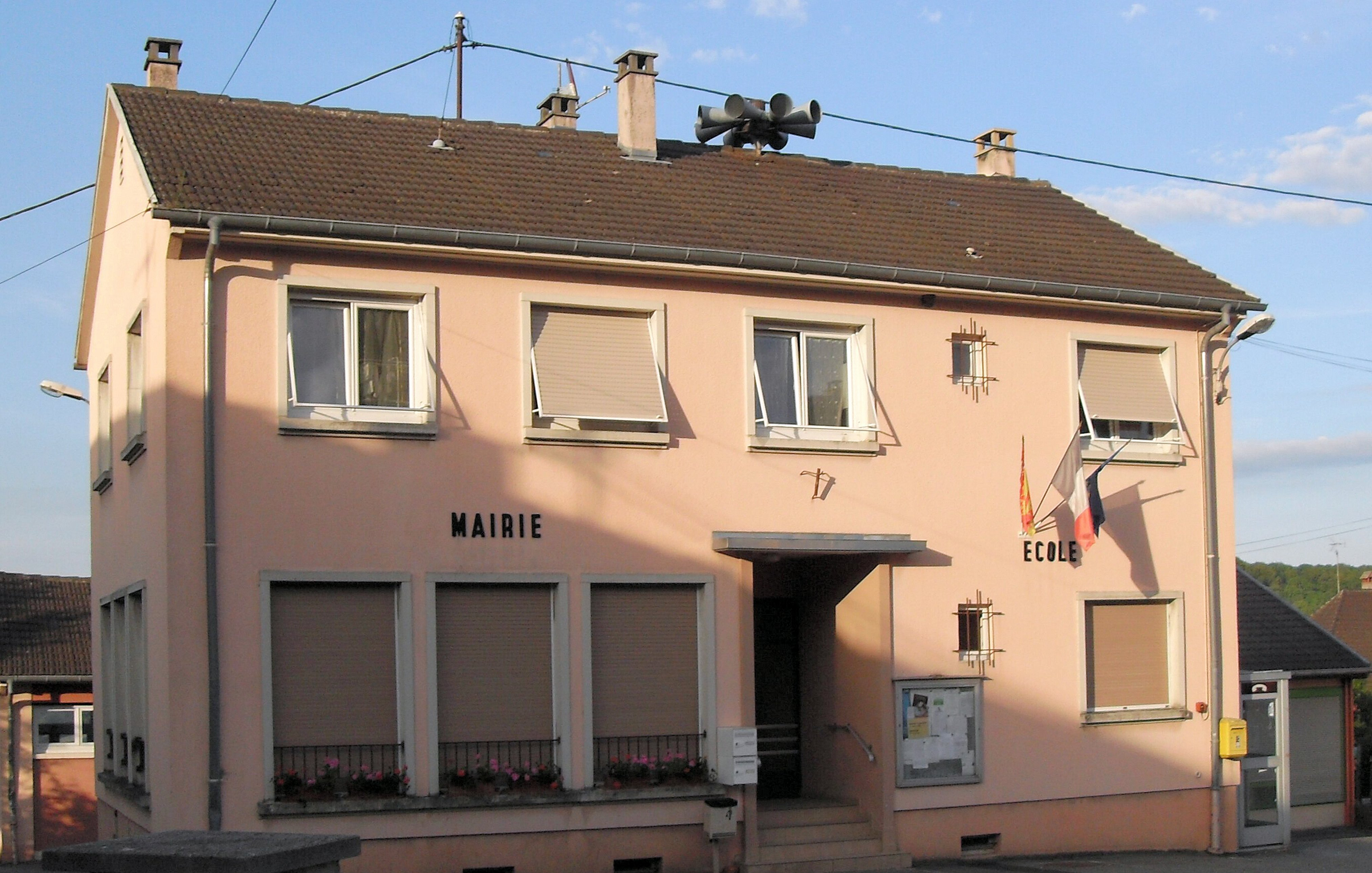
Rathaus und Schule